# Cartoonlandia Girls
Cartoonlandia Girls è una raccolta di sigle di cartoni animati indirizzati ad un pubblico prevalentemente femminile in onda sulle reti Mediaset e altre canzoni per bambini, pubblicata il 25 novembre 2005. Si affianca alla compilation Cartoonlandia Boys uscita nello stesso giorno.

## Tracce

### CD1
Testi di Alessandra Valeri Manera.
1. Alice nel Paese delle Meraviglie (musica: Giordano Bruno Martelli)
2. Alla scoperta di Babbo Natale (musica: Carmelo Carucci)
3. Always Pokémon (musica: Max Longhi, Giorgio Vanni)
4. Angelina Ballerina (musica: Max Longhi, Giorgio Vanni)
5. Belle pecorelle (musica: Vitros)
6. Bibbidi - bobbidi - bu
7. Canzone dei Puffi (testo: Alessandra Valeri Manera[1], Victor Szell[2] – musica: Dan Lacksman)
8. Hallo Lupin (musica: Max Longhi, Giorgio Vanni)
9. Hamtaro ham ham friends (musica: Max Longhi, Giorgio Vanni)
10. Hamtaro piccoli criceti, grandi avventure (musica: Max Longhi, Giorgio Vanni)
11. I Puffi sanno (musica: Vincenzo Draghi)
12. I sogni son desideri
13. I tre porcellini
14. Il mondo è mio
15. Impara a fischiettar
16. Jem (musica: Carmelo Carucci)

### CD2
Testi di Alessandra Valeri Manera tranne dove indicato.
1. John e Solfamì (testo: Alessandra Valeri Manera[1], Jacques Pierre Zegers[2] – musica: Henri Richard Seroka)
2. Kiss me Licia (musica: Giordano Bruno Martelli)
3. La - la lu
4. Là sui monti con Annette (musica: Giordano Bruno Martelli)
5. Licia dolce Licia (musica: Giordano Bruno Martelli)
6. Ma che magie Doremì! (musica: Max Longhi, Giorgio Vanni)
7. Magica Doremì (musica: Max Longhi, Giorgio Vanni)
8. Magica, magica Emi (musica: Giordano Bruno Martelli)
9. Memole dolce Memole (musica: Giordano Bruno Martelli)
10. Mew Mew amiche vincenti (musica: Cristiano Macrì)
11. Mila e Shiro due cuori nella pallavolo (musica: Carmelo Carucci)
12. Mon Ciccì (testo: Roberto Garbarino – musica: Marino Marini)
13. Occhi di gatto (musica: Carmelo Carucci)
14. Piccola bianca Sibert (musica: Carmelo Carucci)
15. Piccoli problemi di cuore (musica: Franco Fasano)

### CD3
Testi di Alessandra Valeri Manera.
1. Pollyanna (musica: Carmelo Carucci)
2. Puffi la la la (testo: Alessandra Valeri Manera[1], William Hanna[2], Joseph R. Barbera[2] – musica: Hoyt Stoddard Curtin)
3. Puffiamo un, due, tre all'avventura (testo: Alessandra Valeri Manera[1], Jacques Pierre Zegers[2] – musica: Henri Richard Seroka)
4. Rossana (musica: Franco Fasano)
5. Sabrina (musica: Max Longhi, Giorgio Vanni)
6. Sailor Moon (musica: Carmelo Carucci)
7. Supercalifragilistic-espiralidoso
8. Teo and Friends (testo: Graziella Caliandro – musica: Fulvio Griffini, Stefania Camera)
9. Ti voglio bene Denver (musica: Carmelo Carucci)
10. Una spada per Lady Oscar (musica: Carmelo Carucci)
11. Viaggiamo con Benjamin (musica: Carmelo Carucci)
12. Vola mio mini pony (musica: Carmelo Carucci)
13. W.I.T.C.H. (testo: Graziella Caliandro – musica: Max Longhi, Giorgio Vanni)
14. Yoghi, salsa e merende (musica: Franco Fasano)
15. Yui, ragazza virtuale (musica: Max Longhi, Giorgio Vanni)